# Surya TV
 (mai 2017).
Si vous disposez d'ouvrages ou d'articles de référence ou si vous connaissez des sites web de qualité traitant du thème abordé ici, merci de compléter l'article en donnant les références utiles à sa vérifiabilité et en les liant à la section « Notes et références ».
Surya TV est une chaîne de télévision en langue malayalam en Inde, créée en 1998. La chaîne fait partie de Sun TV Network et transmet des programmes de divertissement et des films. Surya TV fonctionne à partir de deux studios au Kerala : Thiruvananthapuram et Kochi. 